# Sergio VI di Napoli
Sergio VI di Napoli (fl. XI secolo) fu magister militum e duca di Napoli coreggente tra il 1067 e il 1075, poi unico duca dal 1090 - 1100 fino alla sua morte.

## Biografia
Sergio VI di Napoli era figlio di un senatore napoletano, Giovanni, e succedette a suo zio, il duca Sergio V, fratello maggiore di Giovanni, che lo associò al trono tra il 1067 e il 1075. Sua sorella, Inmilgia, sposò il duca Landolfo di Gaeta. Il suo regno è poco conosciuto a causa della scarsità di fonti documentarie.
Per contrastare la conquista normanna dell’Italia meridionale, Sergio rafforzò l’alleanza napoletana con l’Impero bizantino e ottenne, tra il 1090 e il 1093, il titolo bizantino di protosebastos. Prestò aiuto al principe normanno di Capua, Giordano I, quando quest'ultimo ruppe l’alleanza con papa Gregorio VII e trasferì l’omaggio del suo principato all’Imperatore del Sacro Romano Impero Enrico IV. Papa Gregorio VII scrisse al principe Gisulfo II di Salerno chiedendogli di persuadere Sergio a cessare il suo sostegno a Giordano e a Enrico IV.
Intorno al 1078, Sergio sposò Limpiasa, figlia del principe Riccardo I di Capua e di Fressenda, una figlia di Tancredi d’Altavilla. Gli succedette il loro figlio, Giovanni VI, che Sergio associò al trono intorno al 1090.